# Ghostwriter
Ein Ghostwriter (wörtlich: Geisterschreiber), auch Auftragsschreiber, ist ein Autor, der im Namen und Auftrag einer anderen Person schreibt.
Ghostwriter werden im Auftrag eines Verlages, einer vermittelnden Agentur oder eines Autors tätig, insbesondere wenn der in der Titelei ausgewiesene Autor nicht genügend Zeit oder keine ausreichenden Fähigkeiten besitzt, um ein Werk selbst zu verfassen. Die Bezeichnung Ghostwriter setzt keine fest definierten Fähigkeiten voraus.

## Begriff
Der Begriff „ghost-writing“ wurde 1921 vom amerikanischen Baseball-Agenten Christy Walsh geprägt. Im Frankreich des 19. Jahrhunderts wurden Ghostwriter als nègres litteraires bezeichnet, wobei sich die Bezeichnung nègre auf das sklavische Arbeitsverhältnis der Lohnschreiber bezog. Auch im Deutschen wurde das Wort „Neger“ als Jargon-Ausdruck für Ghostwriter gebraucht.

## Tätigkeiten
Ghostwriting erfolgt zum Beispiel bei Werken von Prominenten, etwa bei Lebensgeschichten, Biografien oder Romanserien, bei Büchern von Politikern und Unternehmensbüchern (Corporate Books) sowie als Redenschreiber für Reden von Politikern und anderen Personen des öffentlichen Lebens.
Ghostwriting ist im akademischen und politischen Bereich schon in der Antike üblich gewesen. Gelegentlich lassen sich auch heute noch Lehrstuhlinhaber Texte von Mitarbeitern erstellen. Dies gilt jedoch nicht als guter Stil, kann bei Bekanntwerden peinlich werden und rechtliche Folgen nach sich ziehen.
Teilweise lassen sich auch Studenten durch von Ghostwriting-Agenturen vermittelte Autoren ihre Abschluss-, Diplom- oder Bachelor-Arbeiten schreiben. Das ist nach den Prüfungsordnungen nicht zulässig.
Ghostwriting-Agenturen agieren als Mittler zwischen den Kunden und Autoren. Dabei existieren verschiedene Arten und Arbeitsweisen, oft am Rande der Legalität, was aber durch die Anbieter oftmals verschleiert wird, etwa wenn Agenturen für akademisches Ghostwriting ihren Kunden lediglich „Beispiele“ für eine akademische Arbeit anbieten, die „selbstverständlich“ nicht eingereicht und als Leistung des Bestellers ausgegeben werden dürfen. Hiermit ist die Pflicht des Anbieters formal erfüllt und er kann beim Auffliegen einer Täuschung darauf verweisen, man habe den Kunden ausdrücklich darauf hingewiesen, dass es nicht erlaubt sei, die Arbeit als eigenes Werk auszugeben (siehe unten).

## Abgrenzung
Vom Ghostwriting zu unterscheiden ist das Plagiat, also das Abschreiben oder die unerlaubte Nutzung eines bereits anderswo verwendeten oder veröffentlichten Textes oder seiner Teile.
Daneben gibt es ganz legale Auftragsarbeit wie zum Beispiel in der Öffentlichkeitsarbeit oder als Autoren für Liedtexte, Kompositionen etc. Dies wird nicht als Ghostwriting bezeichnet. Die Vermittlung erfolgt gelegentlich durch Textbroker oder andere spezialisierte Agenturen bzw. Plattformen.

## Namensnennung
Ghostwriter erscheinen weder auf dem Bucheinband noch in der Titelei. Der Ghostwriter verpflichtet sich, auf die eigene Urheberschaft des Textes zu verzichten und dem Auftraggeber die Veröffentlichung als sein Eigen zu gestatten. Nach einem Grundsatzurteil des Oberlandesgerichts Frankfurt am Main vom 1. September 2009 sei eine solche Vereinbarung nicht zu beanstanden.
In anderen Fällen wird nicht von Ghostwriting gesprochen, sondern von Co-Autorenschaft, etwa, wenn ein bekannter Journalist für die Biografie eines Prominenten als Co-Autor gewonnen wurde. In diesem Fall werden beide Namen angeführt. Gelegentlich werden die Co-Autoren zumindest in einer Danksagung, gelegentlich auch im Impressum des Buches, namentlich erwähnt.

## Rechtsfolgen wissenschaftlichen Ghostwritings
Wer einen wissenschaftlichen Ghostwriter für Hochschularbeiten beschäftigt, macht sich strafbar, wenn er eine eidesstattliche Erklärung abgibt, dass eine tatsächlich vom Ghostwriter verfasste Hochschularbeit von ihm selbst eigenständig und ohne fremde Hilfe verfasst worden sei. Auch der Ghostwriter macht sich der Beihilfe strafbar, falls ihm dieser Umstand bekannt wird. In der Realität ließe sich eine strafrechtliche Verfolgung dieser Beihilfe jedoch nur sehr schwierig durchsetzen, da sich Ghostwriter und Ghostwriter-Agenturen generell durch vertragliche Bestimmungen und allgemeine Geschäftsbedingungen absichern, indem dort festgehalten wird, dass die erstellten Arbeiten lediglich als Vorlage genutzt werden dürfen. Ein strafrechtliches Belangen des Ghostwriters würde voraussetzen, dass dieser nachweislich Kenntnis davon gehabt habe, dass die Arbeit ohne Änderungen als eigene Prüfungsleistung eingereicht werden sollte. Durch die zuvor genannten vertraglichen Bestimmungen ist eine solche Kenntnis und damit der Vorsatz sehr selten nachweisbar.

### Deutschland
Das Oberlandesgericht Düsseldorf urteilte im Februar 2011, der Begriff „akademischer Ghostwriter“ sei irreführend, weil es diesen Begriff hier an sich nicht geben könne. Der zweite Teil einer Ghostwriter-Vereinbarung könne nicht realisiert werden: Der Namensgeber dürfe das Werk des Ghostwriters nicht als eigenes der (Hochschul-Fach)Öffentlichkeit präsentieren. Jede Ghostwriter-Vereinbarung in diesem Bereich sei damit sittenwidrig und nichtig (und damit illegal).
Ebenfalls im Februar 2011 urteilte das Oberlandesgericht Köln, solange akademische Ghostwriter wissenschaftliche Hochschularbeiten als „Entwürfe und Beispiele (…) an[bieten], die ihre Kunden nicht als eigene Arbeit ausgeben dürfen“, könne sogar die Wortkombination „Diplomarbeit kaufen“ im HTML-Text einer Ghostwriter-Webseite stehen. Ein solcher Anbieter habe „ein berechtigtes Interesse daran, Interessenten illegaler Ghostwriter-Dienstleistungen auf sein legales Angebot an Unterstützung bei der Abfassung wissenschaftlicher Arbeiten hinzuweisen“.
Der Deutsche Hochschulverband hat den Gesetzgeber im Sommer 2012 aufgefordert, hinsichtlich Qualifikationsarbeiten zur Erlangung eines akademischen Grades oder akademischen Titels einen neuen Straftatbestand „Wissenschaftsbetrug“ zu schaffen. Diese Forderung hat der Geschäftsführer des Hochschulverbandes, Michael Hartmer, am 8. April 2015 öffentlich wiederholt.

### Österreich
Der österreichische Wissenschaftsminister Reinhold Mitterlehner (ÖVP) forderte 2015, dass gegen akademische Ghostwriteragenturen „eine Aufnahme in die Strafbestimmungen des Universitätsgesetzes 2002 (UG) (…) im Zuge einer Novellierung des UG zur Diskussion gestellt werden [wird]“.
Die Novelle des Universitätsgesetzes (UG) wird zukünftig nicht nur den Studenten bestrafen, sondern auch den Ghostwriter oder die Agentur mit einer Geldstrafe von bis zu 60.000 Euro. Allein das gewerbsmäßige Angebot von akademischem Ghostwriting soll bereits sanktioniert werden. Im Oktober 2021 wurde dementsprechende Regelungen in den § 116a des Universitätsgesetzes aufgenommen.

### Schweiz
Die Schweizer Universitäten Bern und St. Gallen haben im Mai 2015 gegen einen Anbieter akademischer Ghostwriterdienstleistungen Strafanzeige wegen „Mittäterschaft und Gehilfenschaft zur Urkundenfälschung und Betrug“ bei den jeweiligen kantonalen Staatsanwaltschaften gestellt. Die betreffende Ghostwriteragentur bezeichnet sich selbst als international und als eine der größten Ghostwriteragenturen im deutschsprachigen Raum bzw. gar als die größte. Während die Zürcher Staatsanwaltschaft wegen fehlender „Hinweise auf einen konkreten Fall von Ghostwriting“ ihre Ermittlungen Mitte Januar 2016 einstellte, hat die Staatsanwaltschaft St. Gallen „erste Ermittlungen eingeleitet (…) und [nehme] die Sache sehr ernst (…). Man recherchiere zusammen mit der Universität St. Gallen nach Studenten, die gekaufte Arbeiten eingereicht haben.“ Wenige Tage nach Bekanntwerden dieser Verzeigung leitete das beklagte Unternehmen handelsregisterlich seine Liquidation ein.

## Ghostdating
Eine spezielle Form des Ghostwritings ist das Ghostdating. Dabei wird eine Person oder Agentur dafür bezahlt, in Singlebörsen, sozialen Medien, Chats etc. für eine andere Person schriftlich Kontakte anzubahnen und zu flirten. Gründe für einen solchen Auftrag können die fehlenden Kompetenzen, geringe Erfolgsaussichten beim Flirten und Zeitmangel sein. Probleme können dadurch entstehen, dass der Ghostdater falsche Erwartungen weckt oder die Sache aus anderen Gründen auffliegt. Der Philosophieprofessor Philipp Hübl schreibt, dass man sich nicht in den Schreiber, sondern in eine Phantasiegestalt, die man zu den Worten erfindet, verliebe. Ein Ghostdater könne auch als Berater und Unterstützer fungieren. Die Kosten seien allerdings meist übertrieben hoch.

## In der Literatur
Der Protagonist in Javier Marías’ Roman Mein Herz so weiß arbeitet u. a. als Ghostwriter für spanische Politiker und beschreibt in seinem Roman ironisch diese Tätigkeit.
Jennie Erdal beschreibt in ihrem Roman Ghosting ihr Leben als Ghostwriterin für einen Londoner Verleger. Sie verfasst für ihn Liebesbriefe, Zeitungsartikel und Romane. Der Roman beruht auf wahren Begebenheiten. 2004 ist er auf Deutsch als Die Ghostwriterin: Ich war sein Verstand und seine Stimme erschienen.
In dem Roman Ghost von Robert Harris wird der Ghostwriter für einen ehemaligen britischen Premierminister, der im Lauf seiner Recherchen brisanten politischen Geheimnissen zu nahe kommt, ebenso wie sein Vorgänger vom CIA umgebracht. Das Buch wurde als Der Ghostwriter von Roman Polanski verfilmt.